# قريع السافل (القفر)

تعديل مصدري - تعديل

قريع السافل محلة تابعة لقرية بني شعيب، التابعة لعزلة بني سيف السافل بمديرية القفر إحدى مديريات محافظة إب في الجمهورية اليمنية، بلغ تعداد سكانها 28 حسب تعداد اليمن لعام 2004.